# Monte Pizzo (Calabria)
Il Monte Pizzo (Cuzzu u Pizzu in fagnanese) è una montagna situata nella Valle del Crati, alta 724 metri, la quale è divisa tra i comuni di Fagnano Castello e Santa Caterina Albanese.

## Descrizione

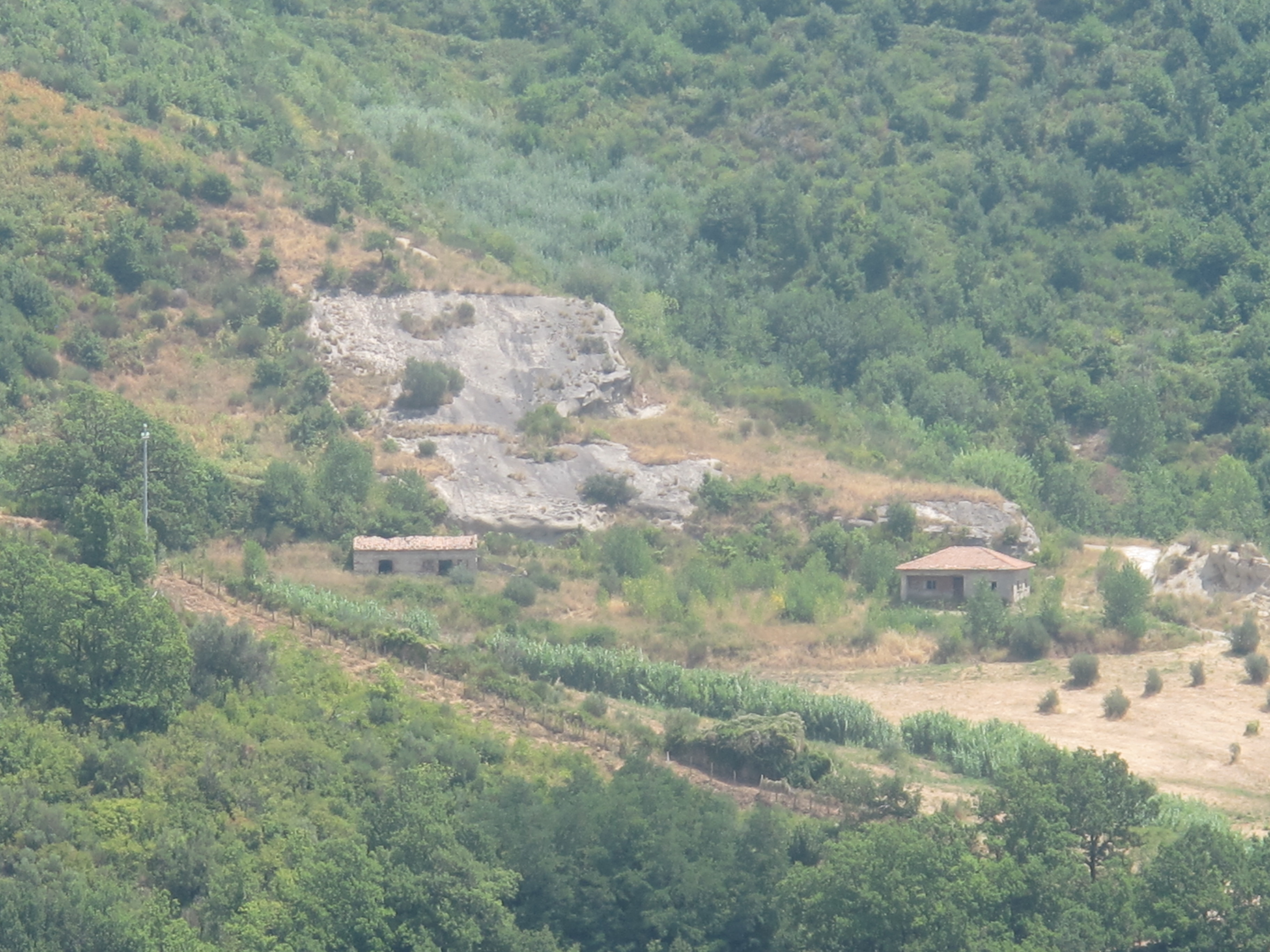
La "petra scivulenta"

Si erge nella Catena Costiera, separata da essa. Ai piedi del monte Pizzo si può osservare un'enorme pietra posta obliquamente sul dolce paesaggio, quasi come elemento estraneo. La tradizione popolare vuole che vi sia la “petra scivulenta” (bene paesaggistico regionale), un masso che il diavolo avrebbe reso viscido per ostacolare il passaggio di Cristo. La pietra presenta una perfetta simmetria e numerose bolle sferiche sulla superficie. Appare come una lunga pista con lo stesso colore dell'asfalto e perfettamente levigata.
Alla cima del monte si può trovare una croce alta circa 10 metri eretta il 21 giugno 1988, come cita l'incisione alla base della croce è stata voluta da Romolo Tarsitano, aiutato da tutti i fagnanesi, tra i quali il progettista ingegnere Raffaele Arena.
Dall'altro lato del monte è ubicata la frazione di Ioggi (Santa Caterina Albanese).